# Stacey King
Ronald Stacey King (Lawton, Oklahoma, 29 de janeiro de 1967) é um ex-jogador de basquete norte-americano que foi três vezes campeão da NBA jogando pelo Chicago Bulls (1991-1993).
Atualmente Stacey King é comentarista oficial do Chicago Bulls, ao lado de Neil Funk.